# 中華民國空軍史
中華民國空軍史是指自1920年中華民國軍政府成立航空局起，至今的空軍軍史。

## 背景

### 清政府時期，1901年-1913年
在美國萊特兄弟1901年發明現代飛機後，中國最早出現相關的記載是在1901年出版的《皇朝經濟文編》中。然而要到中華民國北洋政府時期，才開始將飛機運用於軍事用途。在此之前，航空器的利用大多是使用氣球、熱氣球等設備作為偵查之用。
1905年，時任湖廣總督張之洞從日本購進山田式偵查氣球，開啟了中國武裝力量的航空時代。1908年1月2日，湖北陸軍第8鎮氣球隊成立，以工兵營營長王永泉兼任隊長，並聘日籍教練指導操作山田式氣球。同年夏季，江蘇陸軍第9鎮氣球隊、直隸陸軍第4鎮氣球隊相繼成立。隔年，清廷正式頒布《陸軍氣球預備法》，制定了購買氣球、培養人才、各省組織氣球偵察隊等規定。同年2月，陸軍大學堂編印了《氣球學》，講授氣球原理並教授官兵如何操作。
1910年，清廷在北京南范建立航空機構。

### 北洋政府時期，1913年-1920年
中華民國建立以後，1913年北洋政府陸軍部成立南苑航空學校與航空研究所，並且購置法国製高德隆式戰機12架。這可以稱作中華民國空軍的濫觴。同年，中國開始將飛機用於軍事。在蒙古發生動亂時，北洋政府派出飛機到多倫偵察與示威。
1914年4月，北洋政府的航空部隊展開第一次空襲，鎮壓白朗起義軍。時任南苑航空學校校長秦國鏞率領4架飛機轟炸白朗軍。到了1917年6月张勋复辟时，段祺瑞曾经派遣飞机轰炸紫禁城、豐台兵營與張勳的宅邸，並開始在各個戰役中出擊。到了1918年，北洋政府的陸軍航空部隊已經頗具規模；而海軍部則在福建馬尾成立飛潛學校，開始培養相關人才與製造海軍飛機。

## 中華民國空軍的成立

### 空軍成立-北伐完成，1920年-1926年
- 1920年以後，各地军阀纷纷组建自有的航空學校或航空隊，以及軍械或機械班，從而培養人才。
- 1921年，中華航空協會成立。
- 1922年，上海江南造船所建成世界上第一個浮動廠棚（水上機場）。
- 1923年，北京航空協會成立。
- 1924年，北洋政府航空署成立「北京航空學校」。[4]
- 1925年，廣東航空同志會成立。[6]

### 南京政府时期，1926年-1937年

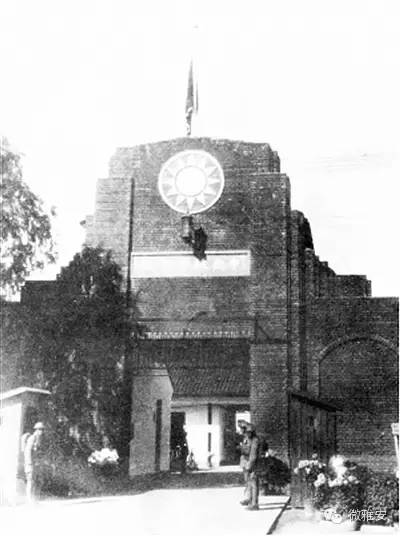
1938年之前，筧橋中央航空學校校門

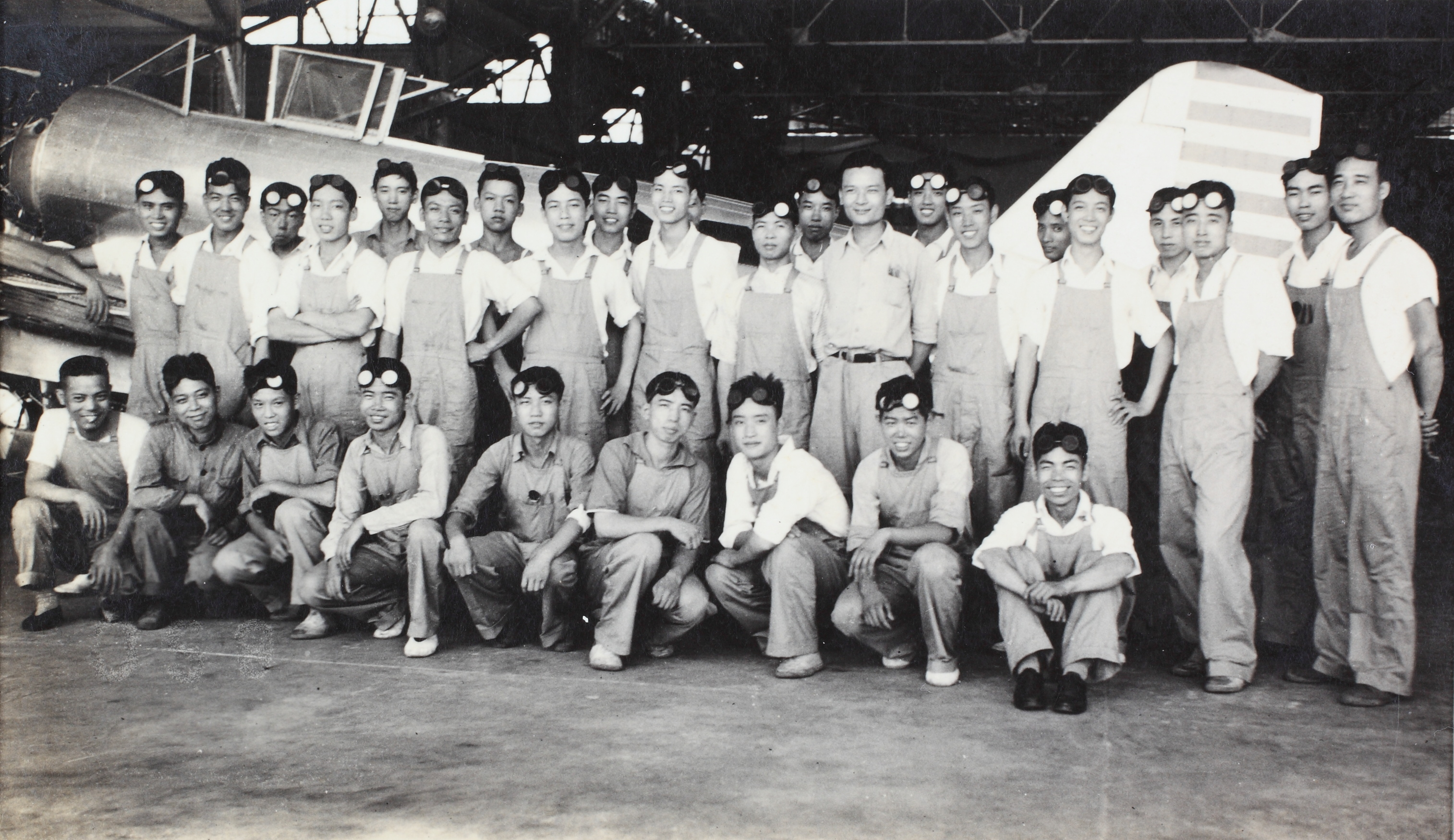
1936年，中央杭州飛機製造廠焊接工與 諾斯洛普 Gamma 2E 輕轟炸機前留影

- 1928年 南京國民政府中央陸軍軍官學校於南京創立航空班。
- 1931年 航空班遷至杭州筧橋，航空班擴編改制為航空學校，並由德籍顧問協助各項飛行訓練工作。
- 1932年 更名為「中央航空學校」，校址定於杭州筧橋。
- 1934年將航空署改組為航空委員會，主責空軍發展。
- 1936年清華大學成立航空研究所，中日戰爭中和西南聯大航空系合併成立航空研究院。
- 1937年正式制訂空軍軍旗樣式，原直屬於陸軍總司令部的空軍自此成為獨立軍種。[4]

## 中國抗日戰爭與第二次世界大戰

### 1937年-1945年
- 1937年淞沪会战，中國空軍在時任空軍前敵總司令部防空總臺長陳一白少将用无线电精确指挥下，第一次击落外国战机，称为八一四空战，以后8月14日被命名为空军节。
- 1937年10月美國人舒米德（Vincent Schmidt）來中國參與中國空軍，陸續有各國飛行員加入，並在漢口組織編空軍第14隊。後因該隊的指揮問題，政府於1938年3月裁撤。[7][8]
- 1938年4月政府以半年為期，雇用法籍飛行員組成空軍第41隊，因軍紀及作戰表現於同年10月起解聘。[4]
- 抗戰爆發後遷至雲南昆明，並於1938年正式定名為「空軍軍官學校」。
- 抗战中，中國空軍大量接受苏联和美国的军事援助，并且组建了苏联航空志愿队和美國志願大隊飛虎隊有力的支援了抗战。美國志願大隊改制為美軍陸航的第十四航空隊，曾於1943年11月25日以超低空飛行越過台灣海峽，突襲日本陸航新竹基地，摧毀日軍陸航各式戰機達50至60餘架。對日抗战期间，中國空軍出现出一批王牌飞行员包括高志航、李桂丹、樂以琴、陳瑞鈿、刘粹刚、柳哲生、王光复等。
- 1938年5月19日下午3时，中國空軍徐煥升、佟彦博驾兩架B-10由漢口起飛，陳衣凡駕僅剩最後一架He 111A轟炸機擔任後勤支援運輸，向日本熊本和福岡等大城市投下傳單，向日本國民揭露有關日軍在華侵略，最後三機安全返回。此事不單轟動全中國，也上了英美報紙新聞，美國報章更登出日機在中國狂轟濫炸的相片作為比較。這是中國空軍第一次跨国境任务。
- 抗戰勝利後「空軍軍官學校」遷回筧橋，之後因國共內戰爆發，「空軍軍官學校」於1949年隨國民政府撤退至台灣，並於高雄縣岡山鎮（今高雄市岡山區）現址復校。
- 1941年美國宣戰並協助中國空軍作戰以後，曾多次派機轟炸臺灣，並有部分美機在台墜落，飛行員遭日軍逮捕成為俘虜，戰後政府即要求駐台日軍善後連絡部部長安籐利吉呈報被俘虜的飛行員狀況。[4]

自民國25年蔣中正50歲生日的「五十獻機」全國活動之後，至抗日戰爭開戰前，1937年（民國26年），中華民國空軍編制如下：
空軍前敵總指揮：周至柔
　　　副總指揮：毛邦初
　　　　參謀長：石邦藩
- 第一大隊：輕轟炸機大隊，轄第1中隊、第2中隊，裝備18架美國諾斯洛普-伽瑪2E輕型轟炸機；大隊長曹文炳；抗戰爆發後諾機移交至二大隊補充
- 第二大隊：輕轟炸機大隊，轄大隊部、第9、11、14中隊，裝備美國諾斯洛普-伽瑪2E輕型轟炸機共27架；駐守在杭州及廣德，大隊長張廷孟；
- 第三大隊：驅逐機大隊，轄大隊部、第7、8、17中隊，裝備美國波音281戰鬥機10架、義大利布瑞達Ba.27戰鬥機2架、義大利飛雅特CR.32戰鬥機6架、美國寇蒂斯霍克III型9架；駐守在南京的句容，大隊長蔣其炎；
- 第四大隊：驅逐機大隊，轄大隊部、第21、22、23中隊，裝備美國寇蒂斯霍克III型28架；駐守在南昌，大隊長高志航，1937年11月高志航戰死後李桂丹接任，李後於隔年武漢會戰戰死，由毛瀛初繼任。四大隊到1945年抗戰勝利前一共經歷13任大隊長更迭
- 第五大隊：驅逐機大隊，轄大隊部、第24、25、28中隊，裝備美國寇蒂斯霍克III型28架；駐地南昌，大隊長丁紀徐；
- 第六大隊：偵察機大隊，轄大隊部、第3中隊、第4中隊及第5中隊，裝備美國道格拉斯O-2MC偵察機45架；駐地南京，大隊長陳棲霞；
- 第七大隊：偵察機大隊，轄大隊部、第6、12、15、16中隊，編制2架美國道格拉斯O-2MC偵察機、美國錢斯渥特-可塞機27架；駐地西安，大隊長陶佐德；
- 第八大隊：重轟炸機大隊，轄大隊部、第10、19、30中隊，裝備6架義大利Savoia-Marchetti S.72、6架德國He 111轟炸機A-0型，5架美國馬丁B-10轟炸機139WC型；駐地南昌，大隊長李懷民；
- 第九大隊：對地攻擊機大隊，轄大隊部、第26、27中隊，裝備美國寇蒂斯A-12攻擊機20架；駐地蚌埠，大隊長劉超然。
- 此外尚有5支直轄中隊：第13中隊（7架美國道格拉斯O-2MC偵察機）、第18中隊（8架美國道格拉斯O-2MC偵察機、3架美國錢斯渥特-可塞機）、第20中隊（11架美國錢斯渥特-可塞機）、第29中隊（9架美國寇蒂斯霍克III型、3架霍克II戰鬥機）、第31中隊（9架美國道格拉斯O-2MC偵察機）。
- 除正規編制外，尚有暫編第32、34、35中隊，由航校教官編成之訓練單位。

總機數為295部，可用機數為234架，餘64架在維修中。
從七七事變到武漢失守，空軍殉國的飛行員約202位，平均年齡不超過23歲。部分殉國官兵如下：
- 高志航，第4大隊，大隊長，民國26年12月21日於周家口機場殉國，年29歲，被譽為中華民國空軍「戰神」。
- 劉粹剛，第24中隊，中隊長，民國26年12月26日於高平迫降時殉國，年25歲，生前擊落敵機11架。
- 閻海文，第25中隊，飛行員，民國26年8月17日於淞滬會戰中被擊中後落入敵陣自殺殉國，年21歲。
- 樂以琴，第21中隊，副隊長，民國26年12月3日南京上空殉國，年22歲，淞滬會戰中一個月內擊落敵機9架，被譽為中華民國空軍「空中四大天王」。
- 李桂丹，第4大隊，大隊長，民國27年2月18日武漢空戰中殉國，年24歲，在武漢空戰中創12分鐘獨殲敵機3架記錄。
- 沈崇誨，第9中隊，分隊長，民國26年8月19日淞滬會戰於餘山海面執行轟炸任務，因機件故障駕戰機撞擊敵艦殉國，年26歲，同機飛行員陳錫純。
- 陳錫純，第9中隊，飛行員，民國26年8月19日淞滬會戰於餘山海面執行轟炸任務，因機件故障駕戰機撞擊敵艦殉國，年23歲。

## 第二次國共內戰

### 1945年-1949年
第二次世界大戰結束後，除了裝備持續接受美國援助全面換裝美式機種外，也接收日軍降機及工廠，組織架構也另外進行調整及改組，1945年9月裁撤了中美空軍混合團另行成立了「空軍第一聯隊」指揮戰爭期間由混合團指揮的一、三、五大隊，原先的航空委員會也正式於1946年6月改組為空軍總司令部，下轄5個軍區司令部，總編制人員數為129700人，作戰用飛機共556架。全空軍共編制為8個大隊又1個中隊的作戰單位。
為配合空軍番號整編及機種統一，自1946年6月起，空軍各主要作戰部隊番號及配備機種如下：
- 第一大隊（漢口）：轟炸機大隊，下轄第1、3、4、9中隊，操作機種B-25J米契爾轟炸機。
- 第二大隊（上海）：運輸機大隊，下轄第2、6、11、30中隊，操作機種C-46D運輸機；後配合任務屬性部隊番號更改為空軍空運第二大隊→第二十大隊。
- 第三大隊（徐州）：戰鬥機大隊，下轄第7、8、28、32中隊，操作機種P-51D/K野馬式戰鬥機；第32中隊1946年8月1日解編。
- 第四大隊（北平）：戰鬥機大隊，下轄第21、22、23、24中隊，操作機種P-51D/K野馬式戰鬥機；第24中隊1946年8月1日解編。
- 第五大隊（南京）：戰鬥機大隊，下轄第17、26、27、29中隊，操作機種P-51D/K野馬式戰鬥機；第29中隊1946年8月1日解編。
- 第六大隊（北平）：混編大隊、下轄第5、18、19中隊，操作機種為日本各型降機，第5中隊操作轟炸機，第18、19中隊換裝驅逐機，因料件補充困難，在1946年6月撤銷編制。
- 第八大隊（上海）：轟炸機大隊、下轄第33、34、35中隊，操作機種B-24M解放者式轟炸機
- 第十大隊（南京）：運輸機大隊、下轄第101、102、103、104中隊、操作機種C-46D運輸機、C-47B運輸機；原番號空軍空運第一大隊，避免內部編號兩個第一混淆，在1948年1月更改部隊番號。
- 第十一大隊（西安）：戰鬥機大隊、下轄第41、42、43、44中隊，操作機種P-47D雷霆式戰鬥機(41、42、43)、P-40N戰鷹式戰鬥機(44)；第42中隊因1946年7月換裝新機時發生集體迷航墜毀事件，於該年9月番號正式撤銷。
- 第十二大隊（南京大校場）：偵察機部隊，下轄第第12中隊，操作機種P-38閃電式戰機(F-5E偵察型)、B-25轟炸機(F-10偵察型)。

除1946年6月解編的第六大隊日製戰機，1946年6月整編後空軍編制計有12支戰鬥機中隊、7支轟炸機中隊(4中3重)、8支運輸機中隊、1支偵察機中隊，總規模共28個中隊。

## 冷戰時期

### 1949年-1990年
| 名稱             | 時間                   | 戰果 |
| 十一五南麂山空戰 | 1955年10月15日         | 孫嗣文擊落敵米格機一架，首創軍刀機擊落米格機之紀錄。 |
| 七二一閩海空戰   | 1956年7月21日          | 歐陽漪棻擊落敵米格機二架、擊傷二架。 |
| 八一四平潭空戰   | 1958年8月14日          | 領隊李忠立少校擊落一架，秦秉均上尉擊落一架，中尉潘輔德、少尉尹滿榮可能合力擊落一架。我七號機劉光燦於返航時，在平潭附近失事墜海殉職。 |
| 九八澄海空戰     | 1958年9月8日           | 劉憲武上尉擊落二架、餘鐘禔少校、秦秉鈞上尉、梁金中中尉各擊落一架、朱偉明少尉擊落一架、梁金中中尉擊傷一架。五比零紀錄。 |
| 九一八金門空戰   | 1958年9月18日          | 孫嗣文少校，劉心業中尉，陸養仲少尉各擊落一架，林文禮上尉擊落二架。總計，兩次戰役戰果豐碩，以五比零擊敗敵機。 |
| 九二四溫州灣空戰 | 1958年9月24日10時34分  | 米格十七型機被錢奕強擊落兩架，李叔元、傅純顯、宋宏焱、馬大鵬、夏繼藻、王淵博各擊落一架，唐積敏、李載權合力擊落一架，共計九架。又劉賡元、宋宏焱各擊落一架，冷培澍擊傷一架，此役前衛分隊一至四號機先後使用空對空響尾蛇飛彈命中敵機，此為全世界首次以響尾蛇飛彈擊落米格十七型飛機之先例。安全飛返基地。 |
| 雙十馬祖空戰     | 1958年10月10日07時33分 | 路靖少校擊落一架、丁定中上尉擊落二架、葉傳煦上尉擊落一架、張迺軍少尉與米格機互撞後下落不明，羅承光、靳大紀各擊傷一架。空軍以五比一獲勝。 |
| 一一三空戰       | 1967年1月13日13時02分  | 第三大隊中校輔導官蕭亞民率上尉飛行官胡世霖，少校分隊長楊敬宗上尉，飛行官石貝波駕F-104G 機四架，於十二時五十一分起飛，航向金門東北執行任務。十三時零七分，長機及二號僚機發現解放軍兩架並辨認為米格十九型機，長機發射飛彈一枚未射出，二號機胡世霖上尉同時亦射出飛彈一枚，命中敵機並冒出黑煙，向右下方雲中急墜。十三時零八分四號機石貝波上尉，接敵至四千呎時判明為解放軍米格十九型機後，即發射飛彈一枚，目睹敵機中彈著火墜入雲中，空戰結束後，楊敬宗上尉失蹤確認殉職。 |

### 飛龍計畫
1962年1月12日，美國中情局駐臺北代表克萊恩向蔣經國表示，將裝有電子反制設備之C-123運輸機予臺灣，便於反攻大陸時特種作戰空投之用，此為中華民國國防部所稱之「飛龍計畫」之始。9月時，國軍已有30名飛行員赴北卡羅萊納州接受C-123機飛行訓練；1963年2月，美方5架C-123運抵臺灣；7月2日，國軍結訓飛行員駕駛C-123機，在南越執行了首次任務，並在榮市以西之山區空投了代號為「巨人」(Giant)之特戰部隊。
1964年2月，美方再與蔣經國商議。美方決議加強對越北之敵後作戰情報工作，商請中華民國同意美國徵求選用駕駛該型飛機共9個組的空勤人員，並要求中華民國現役空軍飛行員以退役身分轉任中華航空公司，受當時美國支持的越南航空公司雇用，由駐越美軍司令部特戰組節制指揮，協助空投南越情報員至越北。
此任務一直持續到1968年間結束。

## 军事航空工业
- 1915年，南苑附設修理工廠用外國發動機設計製造發動機後置型的陸上飛機。

- 1918年，北洋政府海軍部於福州船政局創辦海軍飛機工程部，為第一個正規的中國軍用飛機工廠。

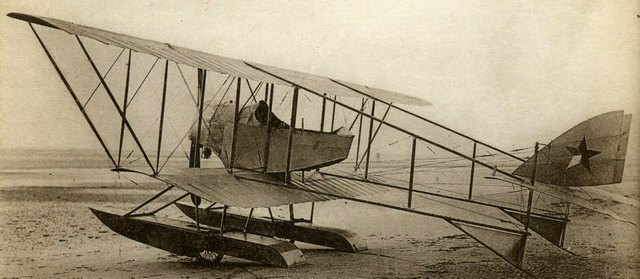
北洋政府空軍-高德隆G3教練機

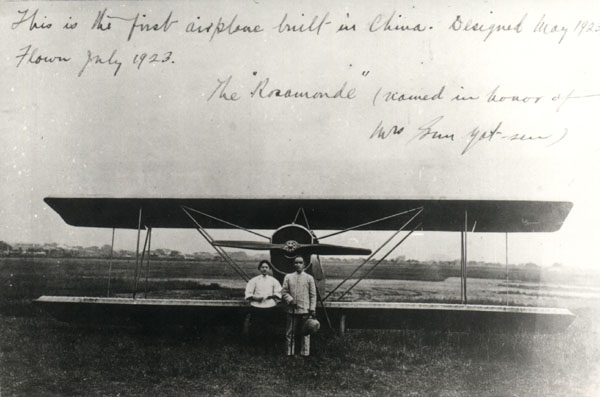
樂士文號（孫中山和宋慶齡）中國自行設計生產的以（Rosamonde，宋慶齡的英文名）命名的第一架軍用飛機